# Varrel
Varrel község Németországban, Alsó-Szászországban, a Diepholzi járásban. Lakosainak száma 1511 fő (2023. december 31.).

## Földrajza
Varrel Sulingen és Wehrbleck községekkel határos.